# Gardon
Der Gardon (im Unterlauf auch gleichberechtigt Gard genannt) ist ein Fluss in der französischen Region Okzitanien, der in den Cevennen entspringt und in die Rhône mündet. Schon in der Antike war er unter dem Namen Vardo bekannt.

## Verlauf
Der Gard oder Gardon kommt aus den Cevennen und fließt insgesamt in südöstlicher Richtung.
Er hat mehrere Quellflüsse, die “Gardon” mit oder ohne Zusatzbezeichnungen heißen und deren Flusswege von der jeweiligen Quelle bis zur Mündung in die Rhône ähnlich lang sind.
Administrativ hat man nicht den längsten, sondern einen zentralen zum Hauptfluss erklärt. Dieser entspringt im Gemeindegebiet von Saint-Martin-de-Lansuscle im Nationalpark Cevennen.
Die Benennungen sind ein Kompromiss aus lokalem Sprachgebrauch und Berücksichtigung der Hydrologie.
Das amtliche hydrografische Portal SANDRE listet (nicht nur hier) für zahlreiche Gewässer und Gewässerabschnitte mehrere Namen zur Wahl auf.
Das Geoportal der zentralen Landesvermessungebehörde Institut géographique national liefert teilweise in unterschiedlichen Maßstäben unterschiedliche Namen (so etwas gibt es in Deutschland auch hier und da).
Im Verlauf des Hauptflusses finden sich die Namen:
- Gardon (Quellbach)
- Gardon de Saint-Martin-de-Lansuscle
- Gardon de Mialet
- Gardon d’Anduze
- „Gard ou („oder“) Gardon“

Für den nördlichen Quellfluss findet man:
- Gardon (Quellbach)
- Gardon d’Alès

Er mündet schließlich nach rund 128 Kilometern bei Comps als rechter Nebenfluss in die Rhône. Quellgebiete und Teile der Oberläufe der Quellflüsse liegen im Département Lozère, weitere Flussläufe und untere Nebenflüsse im Département Gard.

## Flusssystem
| Zuflüsse und Flussabschnitte des Gardon oder Gard Reihenfolge flussaufwärts, Seitenangaben aber in Fließrichtung; Pfeile weisen im selben Flusslauf flussabwärts | Zuflüsse und Flussabschnitte des Gardon oder Gard Reihenfolge flussaufwärts, Seitenangaben aber in Fließrichtung; Pfeile weisen im selben Flusslauf flussabwärts | Zuflüsse und Flussabschnitte des Gardon oder Gard Reihenfolge flussaufwärts, Seitenangaben aber in Fließrichtung; Pfeile weisen im selben Flusslauf flussabwärts | Zuflüsse und Flussabschnitte des Gardon oder Gard Reihenfolge flussaufwärts, Seitenangaben aber in Fließrichtung; Pfeile weisen im selben Flusslauf flussabwärts | Zuflüsse und Flussabschnitte des Gardon oder Gard Reihenfolge flussaufwärts, Seitenangaben aber in Fließrichtung; Pfeile weisen im selben Flusslauf flussabwärts | Zuflüsse und Flussabschnitte des Gardon oder Gard Reihenfolge flussaufwärts, Seitenangaben aber in Fließrichtung; Pfeile weisen im selben Flusslauf flussabwärts | Zuflüsse und Flussabschnitte des Gardon oder Gard Reihenfolge flussaufwärts, Seitenangaben aber in Fließrichtung; Pfeile weisen im selben Flusslauf flussabwärts | Zuflüsse und Flussabschnitte des Gardon oder Gard Reihenfolge flussaufwärts, Seitenangaben aber in Fließrichtung; Pfeile weisen im selben Flusslauf flussabwärts | Zuflüsse und Flussabschnitte des Gardon oder Gard Reihenfolge flussaufwärts, Seitenangaben aber in Fließrichtung; Pfeile weisen im selben Flusslauf flussabwärts |
| Zufluss | Zufluss | Name | Code SANDRE | Länge | Einzugsgebiet | Mündung, (untere) Grenze | Quelle oder Beginn | |
| --- | --- | --- | --- | --- | --- | --- | --- | --- |
| Gard oder Gardon | Gard oder Gardon | Gard oder Gardon | V71-0400 | 127,3 | 1999 | bei Comps in die Rhône | | |
| ↑ Unterlauf: Gard oder Gardon | ↑ Unterlauf: Gard oder Gardon | ↑ Unterlauf: Gard oder Gardon | V71-0400 | | | bei Comps in die Rhône | Zusammenfluss bei Vézénobres | |
| von links | Alzon | Alzon | V7180500 | 23.7 | 1801 | 6 km vor dem Pont du Gard | Quellteich nördlich des Col du Coutel 44° 4′ 33″ N, 4° 16′ 4″ O                                                                                                  | |
| von links | Bourdic | Bourdic | V7170700 | 25 | 1519 | Sainte-Anastasie | 44° 4′ 59″ N, 4° 16′ 58″ O | |
| von rechts | Braune | Braune | V7170540 | 16,15 | ? | Dions | 43° 51′ 56″ N, 4° 10′ 15″ O | |
| von rechts | Auriol | Auriol | V7170520 | 14,7 | ? | bei Saint-Chaptes | 43° 59′ 16″ N, 4° 9′ 27″ O | |
| von links | Droude | Droude | V7160540 | 22,6 | 1242 | bei Moussac | 44° 6′ 26″ N, 4° 13′ 3″ O | |
| ↑ Unterlauf \| Gardon d’Andouze | ↑ Unterlauf \| Gardon d’Andouze | ↑ Unterlauf \| Gardon d’Andouze | V71-0400 | 16 km | | bei Vézénobres | | |
| von links | Gardon d’Alès, ← Quellbach: Gardon (sic !) | Gardon d’Alès, ← Quellbach: Gardon (sic !) | V7150500 | 60.6 | 444 | bei Vézénobres | beim Col de Jalgreste 44° 16′ 57″ N, 3° 47′ 26″ O | |
| von links | von rechts | Galeizon | V7150620 | 28,8 | ? | 4 km oberhalb von Alès | südlich des Col de Pendédis | |
| von links | von links | Avène | V7150720 | 29,4 | ? | 8 km unterhalb von Alès | nordöstlich von La Grand-Combe | |
| ↑ Gardon d’Anduze \| Gardon de Mialet | ↑ Gardon d’Anduze \| Gardon de Mialet | ↑ Gardon d’Anduze \| Gardon de Mialet | V71-0400 | | | 3 km oberhalb von Anduze | | |
| von rechts | Gardon de Saint-Jean | Gardon de Saint-Jean | V7130500 | 49,4 | 265 | 3 km oberhalb von Anduze | La Plane östlich von Les Rousses 44° 12′ 23″ N, 3° 36′ 31″ O | |
| von rechts | von rechts | Salindrenque, ← Ruisseau de Liron | V7130640 | 23 | ? | 3 km vor dessen Mündung | beim Col du Fageas 44° 4′ 20″ N, 3° 45′ 20″ O | |
| ↑ Flussabschnitt: Gardon de Mialet | ↑ Flussabschnitt: Gardon de Mialet | ↑ Flussabschnitt: Gardon de Mialet | V71-0400 | | | | | |
| von rechts | Gardon de Sainte-Croix | Gardon de Sainte-Croix | V7110500 | 27,9 | 102 | unterhalb von St-Étienne-Vallée-Française | Col des Faïsses 44° 14′ 37″ N, 3° 37′ 30″ O | |
| ↑ Gardon de Mialet \| Oberlauf | ↑ Gardon de Mialet \| Oberlauf | ↑ Gardon de Mialet \| Oberlauf | V71-0400 | | | oberhalb von St-Étienne-Vallée-Française | | |
| von links | Gardon de Saint-Germain | Gardon de Saint-Germain | V7100520 | 13,4 km | 87 | oberhalb von St-Étienne-Vallée-Française | Col de la Vergnasse 44° 15′ 50″ N, 3° 46′ 56″ O | |
| ↑ Oberlauf: Gardon de Saint-Martin | ↑ Oberlauf: Gardon de Saint-Martin | ↑ Oberlauf: Gardon de Saint-Martin | V71-0400 | | | oberhalb von St-Étienne-Vallée-Française | Plan du Fontmort 44° 14′ 47″ N, 3° 43′ 50″ O | |

## Orte am Fluss
Hauptfluss:
- Saint-Martin-de-Lansuscle
- Saint-Étienne-Vallée-Française
- Mialet
- Anduze

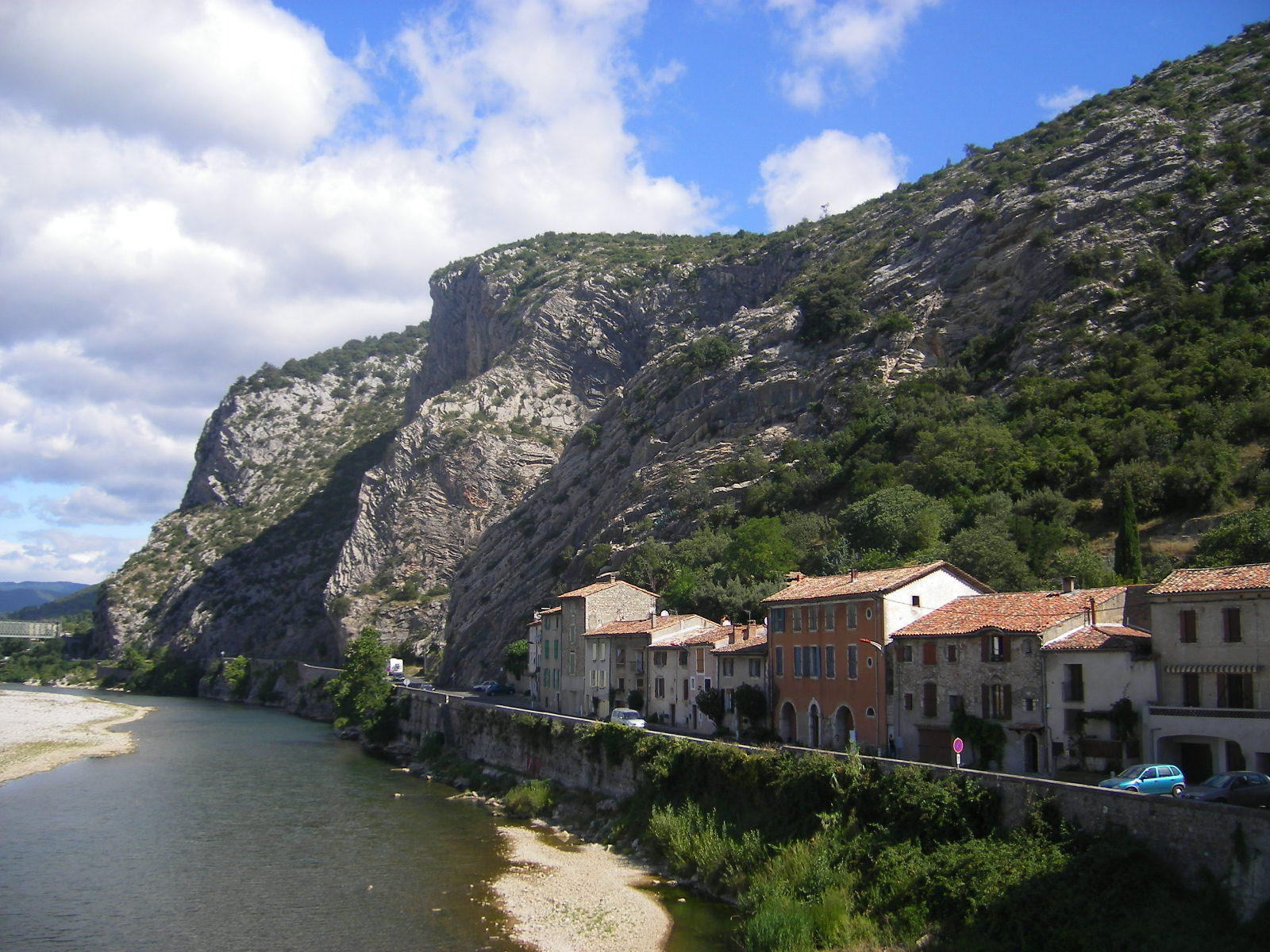
Linkes Ufer des Gardon in Anduze, flussaufwärts

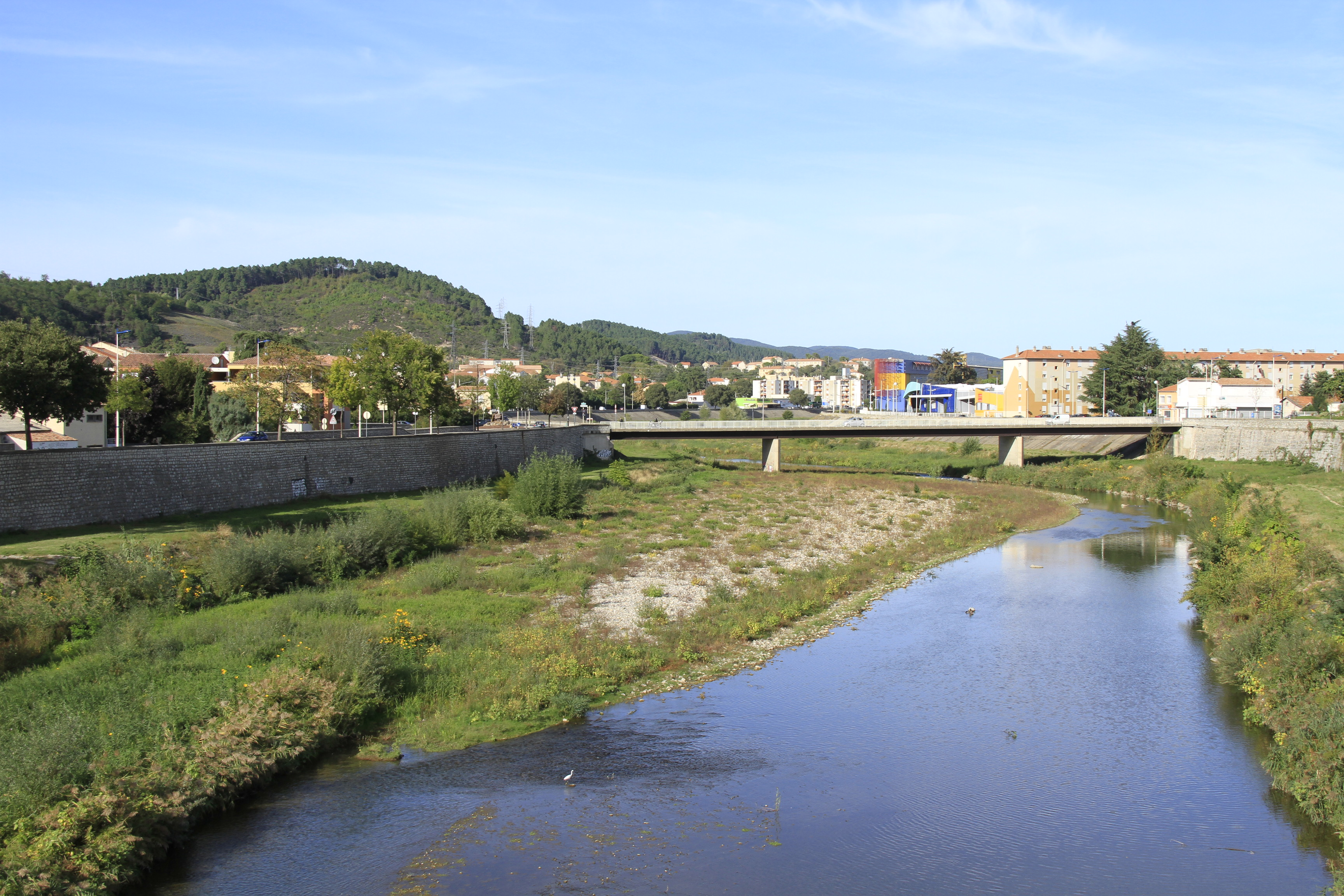
Gardon d’Alès in Alès

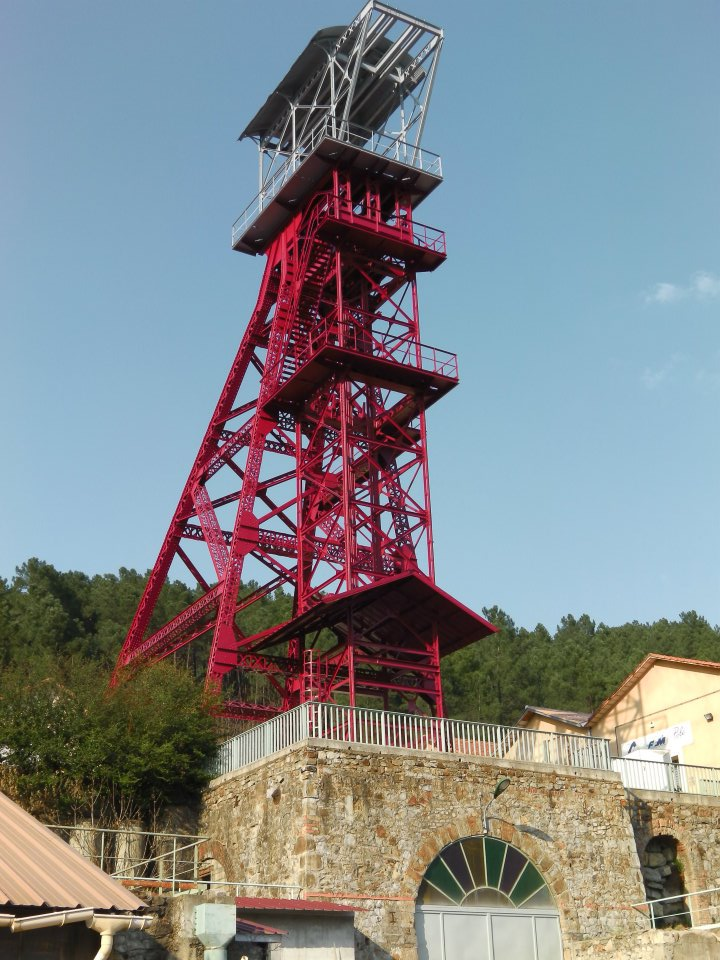
Förderturm eines 1985 geschlossenen Kohlebergwerks in Alès

- Vézénobres (Ortslage 2 km nördlich, aber Gemeindegebiet bis an den Fluss)
- Moussac
- Collias
- Vers-Pont-du-Gard
- Remoulins
- Montfrin
- Comps

Gardon d’Alès:
- Cassagnas
- La Grand-Combe
- Alès
- Vézénobres (Ortslage 2 km östlich, aber Gemeindegebiet bis an den Fluss)

Gardon de Saint-Jean:
- Bassurels
- Saint-André-de-Valborgne
- Saint-Jean-du-Gard

Gardon de Saint-Germain:
- Saint-Germain-de-Calberte
- Saint-Étienne-Vallée-Française

## Flora und Fauna
Der Flusslauf ist weitgehend unreguliert. Im Mittelteil fließt er durch eine urwüchsige Schwemmlandschaft, später durch eine imposante Karstschlucht.
Das Flusstal ist als Folge der Entwaldung im Mittelalter und der Überweidung der Gegend bis Mitte des 20. Jahrhunderts relativ pflanzenarm. Durch den kargen Karstboden wachsen überwiegend immergrüne Strauchgewächse (Macchie). Im Fluss selbst gedeihen nur vereinzelt Wasserpflanzen an Staustellen. Im Sommer gibt es auf Grund der hohen Wassertemperatur und Wassermangel Probleme mit Algenbildung.
Die Tierwelt ist reichhaltiger. Säugetiere sind vorhanden, aber kaum sichtbar, doch in den letzten Jahren hat sich der nachtaktive Biber den Mittellauf und die Quellflüsse des Gardon als Lebensraum zurückerobert. Fledermäuse haben in den vielen Karsthöhlen ideale Lebensbedingungen. Wildschweine und verwilderte Ziegen werden bejagt.
Als markante Vögel sind Graureiher am Flussufer zu beobachten und Gänsegeier nisten in der Region. Geangelt werden Aal und Forelle.

## Sehenswürdigkeiten/Freizeit

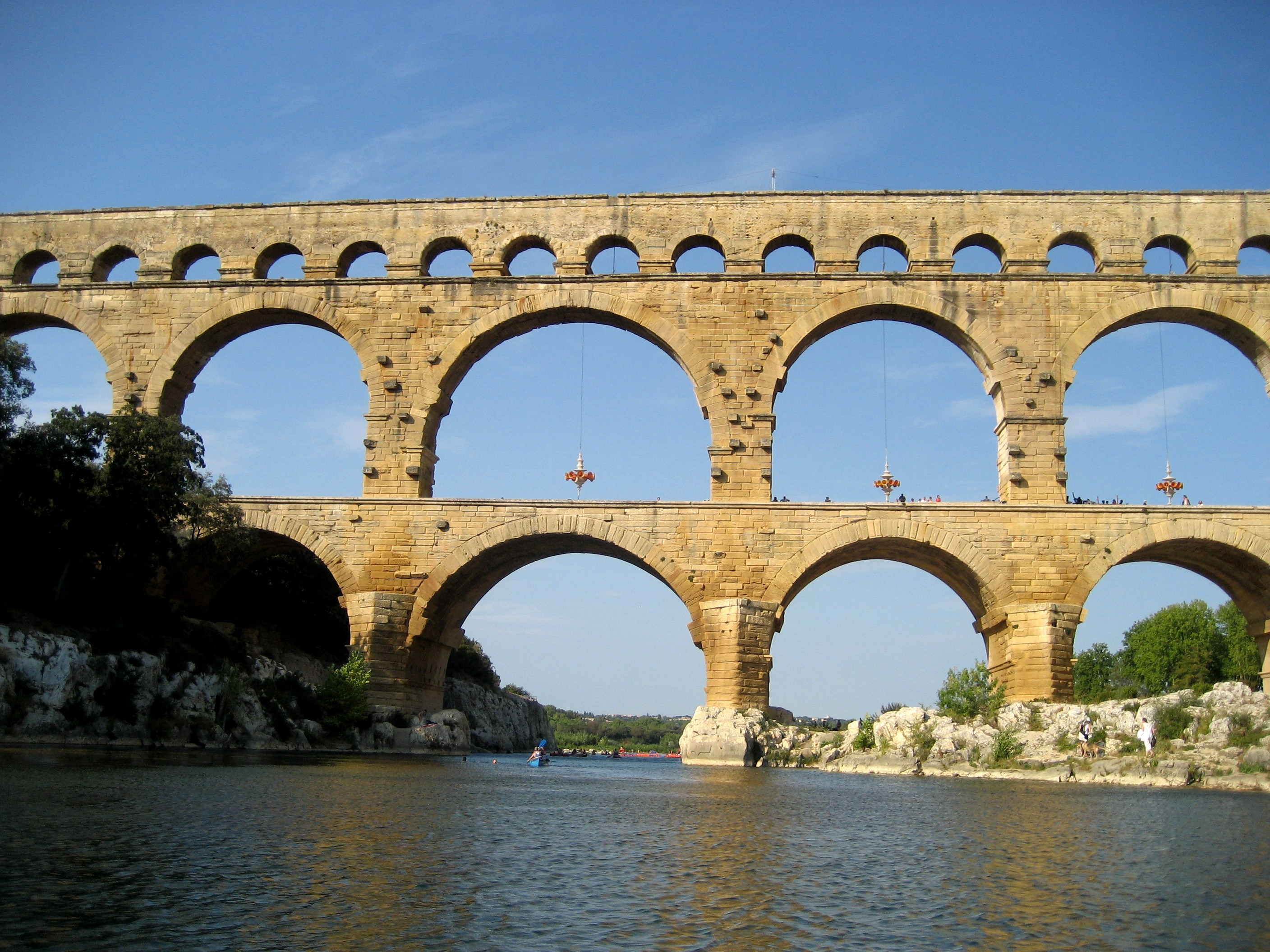
Unter dem Aquädukt Pont du Gard

- Pont du Gard, der weltberühmte römische Aquädukt aus dem 1. Jahrhundert.
- Pont Saint-Nicolas de Campagnac, mittelalterliche Bogenbrücke im Bereich des Mittellaufs.
- Kanu-Sport: der Gardon kann mit Kanus und Kajaks etwa 70 Kilometer befahren werden. Besonders interessant ist die Schlucht zwischen Russan und Pont du Gard. Im Sommer ist der Teil bis zur Pont St. Nicolas zumeist trocken gefallen.